# 紀元前409年
紀元前409年（きげんぜん409ねん）は、ローマ暦の年である。
当時は、「コッススとメドゥリヌスが共和政ローマ執政官に就任した年」として知られていた（もしくは、それほど使われてはいないが、ローマ建国紀元345年）。紀年法として西暦（キリスト紀元）がヨーロッパで広く普及した中世時代初期以降、この年は紀元前409年と表記されるのが一般的となった。

## 他の紀年法
- 干支 : 壬申
- 日本
  - 皇紀252年
  - 孝昭天皇67年
- 中国
  - 周 - 威烈王17年
  - 秦 - 簡公6年
  - 晋 - 烈公7年
  - 楚 - 簡王23年
  - 斉 - 宣公47年
  - 燕 - 簡公6年
  - 趙 - 献侯15年
  - 魏 - 文侯37年
  - 韓 - 武子16年
- 朝鮮
  - 檀紀1925年
- ベトナム :
- 仏滅紀元 : 136年
- ユダヤ暦 : 3352年 - 3353年

## できごと

### ギリシア
- アルキビアデスがビュザンティオンを奪還し、アテナイへの反乱を鎮圧した。これによってアテナイはボスポラス海峡の支配権を確立し、黒海地方のボスポロス王国からの穀物の補給路を確保した。
- アテナイの将軍トラシュロス (Thrasyllus) が、中規模の軍勢を率いて海を渡り、イオニアへの侵攻を行なった。トラシュロスはたちまちコロポンを陥落させ、イオニアの農村地域を荒らしたが、エペソス郊外で、エペソス、ペルシア、シュラクサイの連合軍に敗れた。
- スパルタのパウサニアスは、父プレイストアナクスを継いで、アギス朝のスパルタ王となった。
- ロドスの町が、創建された。

### カルタゴ
- シケリア（シチリア）のギリシア植民都市間の紛争と、アテナイとシュラクサイ（シラクサ）の間の消耗戦に乗じて、カルタゴがシチリア島における影響力の拡大に再び乗り出した。ハミルカル (Hamilcar)（第一次シケリア戦争のヒメラの戦いで敗北し、戦死したカルタゴの将軍）の孫ハンニバル・マゴ が、強力な軍勢を立ててシチリア島に侵攻した。ハンニバル・マゴは、シケリアのギリシア勢力を破り、3000人のギリシア人捕虜を虐待、殺害して、祖父の仇を討った。ハンニバル・マゴは、セリヌスとヒメラ を占領し、戦利品を得てカルタゴに凱旋した。

### 文学
- トロイア戦争を主題としたソポクレスの悲劇『ピロクテテス (Philoctetes)』が上演された。

## 死去
- プレイストアナクス - スパルタ王（紀元前458年即位）（紀元前428年生）